# Oro Valley, Arizona
Oro Valley je gradić u američkoj saveznoj državi Arizona. Prema popisu stanovništva iz 2010. u njemu je živjelo 41,011 stanovnika.